# Bahnstrecke Frensdorf–Schlüsselfeld
| |                      |                                     |                            |
| Streckennummer (DB): | 5111                 |                                     |                            |
| Kursbuchstrecke (DB): | ex 414p              |                                     |                            |
| Kursbuchstrecke: | 414n (1946)          |                                     |                            |
| Streckenlänge: | 23,865 km            |                                     |                            |
| Spurweite: | 1435 mm (Normalspur) |                                     |                            |
| Streckengeschwindigkeit: | 40 km/h              |                                     |                            |
| |                      |                                     |                            |
| \| \| \| von Strullendorf \| \| \| \| 0,000 \| Frensdorf \| 268 m \| \| \| \| nach Ebrach \| \| \| \| 4,09 \| Wingersdorf \| Wingersdorf \| \| \| 6,25 \| Sambach \| Sambach \| \| \| 8,55 \| Steppach-Pommersfelden \| \| \| \| 9,9 \| Stolzenroth \| Stolzenroth \| \| \| 11,16 \| Mühlhausen (Oberfr) \| Mühlhausen (Oberfr) \| \| \| 13,3 \| Simmersdorf (Oberfr) \| Simmersdorf (Oberfr) \| \| \| 15,87 \| Wachenroth \| Wachenroth \| \| \| 18,4 \| Güntersdorf \| Güntersdorf \| \| \| 19,73 \| Elsendorf \| Elsendorf \| \| \| 22,24 \| Burghaslach \| Burghaslach \| \| \| 23,865 \| Schlüsselfeld \| 299 m \| \| \| \| Anschluss Deckenbaubahnhof \| \| \| \| \| Anschluss Bewehrungstechnik Schwarz \| \| \| \| \| \| \| \| Quellen: [1][2][3] \| \| \| \| |                      |                                     |                            |
| Strecke |                      | von Strullendorf                    | von Strullendorf           |
| Dienststation / Betriebs- oder Güterbahnhof | 0,000                | Frensdorf                           | 268 m                      |
| Abzweig geradeaus und ehemals nach rechts |                      | nach Ebrach                         | nach Ebrach                |
| ehemaliger Bahnhof | 4,09                 | Wingersdorf                         | Wingersdorf                |
| ehemaliger Haltepunkt / Haltestelle | 6,25                 | Sambach                             | Sambach                    |
| ehemaliger Bahnhof | 8,55                 | Steppach-Pommersfelden              |                            |
| ehemaliger Haltepunkt / Haltestelle | 9,9                  | Stolzenroth                         | Stolzenroth                |
| ehemaliger Bahnhof | 11,16                | Mühlhausen (Oberfr)                 | Mühlhausen (Oberfr)        |
| ehemaliger Haltepunkt / Haltestelle | 13,3                 | Simmersdorf (Oberfr)                | Simmersdorf (Oberfr)       |
| ehemaliger Bahnhof | 15,87                | Wachenroth                          | Wachenroth                 |
| ehemaliger Haltepunkt / Haltestelle | 18,4                 | Güntersdorf                         | Güntersdorf                |
| ehemaliger Bahnhof | 19,73                | Elsendorf                           | Elsendorf                  |
| ehemaliger Bahnhof | 22,24                | Burghaslach                         | Burghaslach                |
| Bahnhof | 23,865               | Schlüsselfeld                       | 299 m                      |
| Abzweig geradeaus und ehemals von rechts |                      | Anschluss Deckenbaubahnhof          | Anschluss Deckenbaubahnhof |
| |                      | Anschluss Bewehrungstechnik Schwarz |                            |
| |                      |                                     |                            |
| Quellen: |                      |                                     |                            |

Die Bahnstrecke Frensdorf–Schlüsselfeld (Obere Steigerwaldbahn) ist eine Nebenbahn in Bayern. Sie zweigt in Frensdorf von der Bahnstrecke Strullendorf–Ebrach ab und führt nach Schlüsselfeld.

## Geschichte

### Planung
Etwa im Jahre 1865 zog die Porzellanfabrik Birkner (vormals Gottbrecht, Wagner, gegründet 1790) aus dem Ort Reichmannsdorf, in einem Nebental der Reichen Ebrach gelegen, nach Tettau/Alexanderhütte, weil der Produktionsstandort in Reichmannsdorf ungenügend an die Verkehrswege angebunden war. Bis zum Jahre 1886 hatte sich unter dem Vorsitz des Apothekers Barthel aus Burghaslach ein Eisenbahnkomitee gegründet, das sich für die Errichtung einer Lokalbahn zur Erschließung des Reichen Ebrachgrundes aussprach. Nach vielen Diskussionen über Streckenführungen einer geplanten „Steigerwaldbahn“ (u. a. Erlangen – Höchstadt/Aisch – Geiselwind aber auch Frensdorf – Höchstadt/Aisch) wurde schließlich die Kostenermittlung für eine „Localbahn von Hirschaid nach Geiselwind“ durchgeführt. Es gab Planungen, die Strecke von Ebrach über Gerolzhofen (Bahnstrecke Kitzingen – Schweinfurt) bis nach Volkach (Mainschleifenbahn) zu verlängern.
Die Strecke von Schlüsselfeld nach Geiselwind wurde allerdings nie detailliert betrachtet, auch die Technische Beschreibung umfasst nur Hirschaid bis Schlüsselfeld. Am 26. September 1887 schrieb der Vorsitzende des Bahncomites, Barthel, dass „55.000 Mark für Grunderwerbskosten für die Reiche Ebrachtalbahn im District Höchstadt/A. aufgebracht sind“. Bis 1889 war es so weit, dass eine Eisenbahnlinie durch das Tal der Rauhen Ebrach von Bamberg über Frensdorf nach Ebrach und eine Flügelbahn Frensdorf – Schlüsselfeld in greifbare Nähe gerückt waren. Am 21. Februar 1896 wurde der Bau der Strecke Strullendorf – Schlüsselfeld vom Bayerischen Landtag einstimmig genehmigt. Die Strecke Frensdorf – Ebrach folgte später.

### Eröffnung und Betrieb
Am 9. Dezember 1899 wurde die erste Probefahrt von Strullendorf nach Steppach durchgeführt und am 16. Dezember des gleichen Jahres der Verkehr aufgenommen. Am 22. September 1900 fand auf dem Abschnitt Steppach – Schlüsselfeld eine Probefahrt statt. Eine Woche später, am 29. September 1900, begann der Personenverkehr. An diesem Tag fuhr auch letztmals die Postkutsche im Tal der Reichen Ebrach.

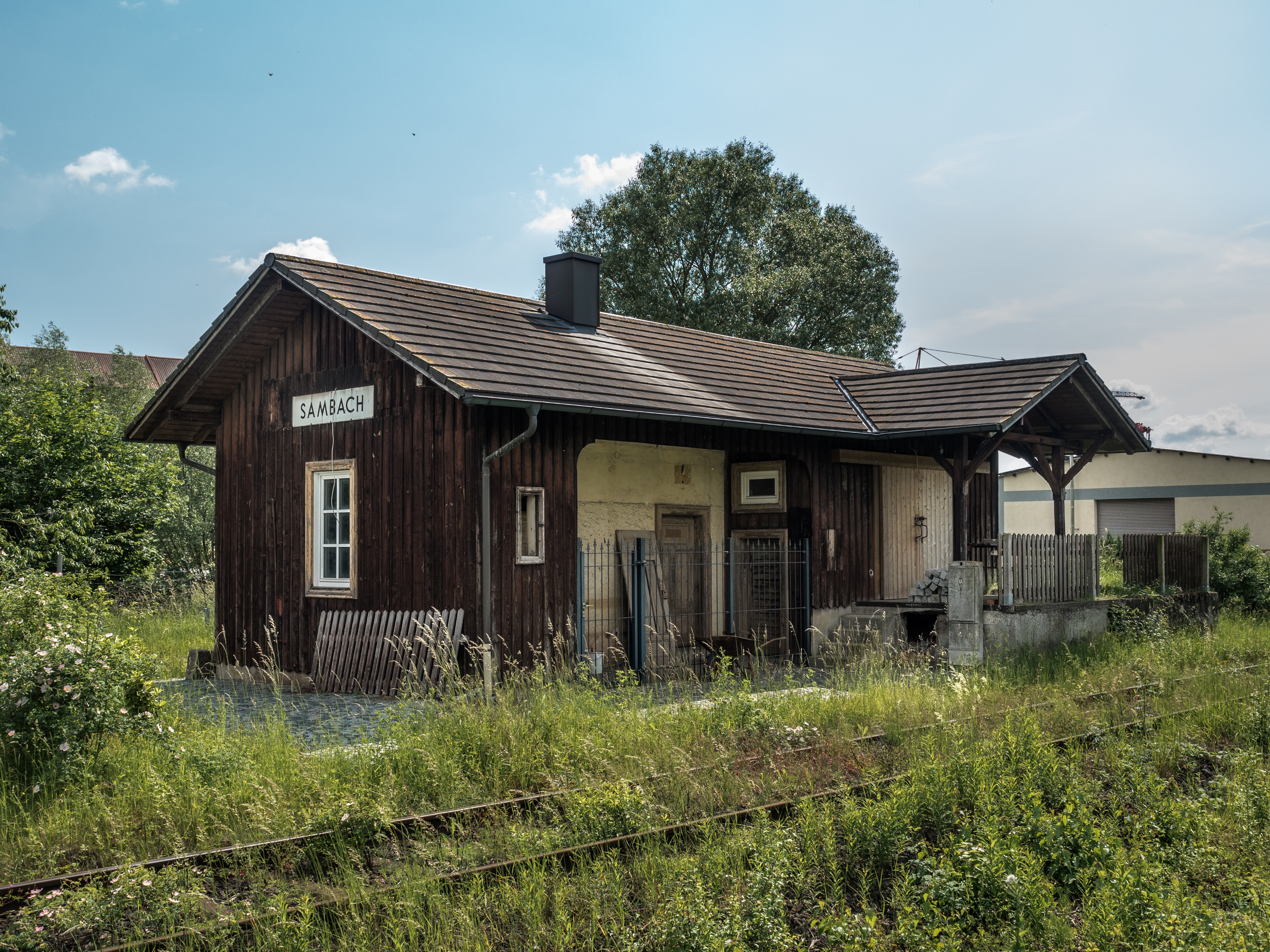
Haltepunkt Sambach (2016)

Für den Bau der Bundesautobahn 3 zwischen der Anschlussstelle Tennenlohe und dem Kreuz Biebelried entstand um 1960 unmittelbar nordöstlich des Bahnhofs Schlüsselfeld ein mehrgleisiger Deckenbaubahnhof. Er diente der Anfuhr mineralischer Baustoffe wie Kies, Sand und Splitt sowie von Bitumen und Kraftstoffen. Die in Ganzzügen angelieferten Baustoffe wurden vor Ort in großen Mischanlagen vorbereitet und über lange Transportbänder zur Autobahnbaustelle befördert, wo Lorenbahnen die weitere Verteilung übernahmen. Das höchste Transportaufkommen wurde 1963 verzeichnet, als 668.065 Tonnen Güter angeliefert wurden. Nach der Eröffnung des Autobahnabschnitts wurde der Deckenbaubahnhof rückgebaut.
Der Personenverkehr nach Schlüsselfeld wurde am 21. Mai 1977 eingestellt, der Güterverkehr wird weiter durchgeführt. Derzeit ist nur der Bahnhof Schlüsselfeld Gütertarifpunkt (NSFD). Empfangen wird Stahldraht aus ganz Europa, versandt wurde Holz aus dem Staats- und Stadtwald. Auf dem Streckennetz der Steigerwaldbahnen fanden in den vergangenen Jahren Sonderfahrten verschiedener Eisenbahnvereine statt. Um den Erhalt der Strecke bemühte sich auch der Arbeitskreis Steigerwaldbahnen des Heimatvereins Reicher Ebrachgrund, jetzt IG Steigerwaldbahn in Schlüsselfeld, der jährlich Personenverkehr im Sonderverkehr anbietet. Der Bahnhof Schlüsselfeld, dessen Erhaltung gesichert ist, wurde 2016 renoviert.

### Rückbau
Der Rückbau von Anschlussgleisen begann wegen des Rückgangs im Güterverkehr in den Unterwegsstationen ab 1977, wobei trotz abgebauter und gekürzter Anschlussgleise noch fast alle Weichenverbindungen bis heute vorhanden sind. Der Güterverkehr beschränkt sich deshalb auf den Streckenendpunkt Schlüsselfeld, vor allem die Bedienung einer metallverarbeitenden Firma mit Drahtrollen (zurzeit werktäglich), die bei einer Streckenstilllegung ihren Standort verlagern müsste. Holzverkehr findet derzeit von DB Cargo nicht mehr statt.

### Verpachtung an die DRE / BRE

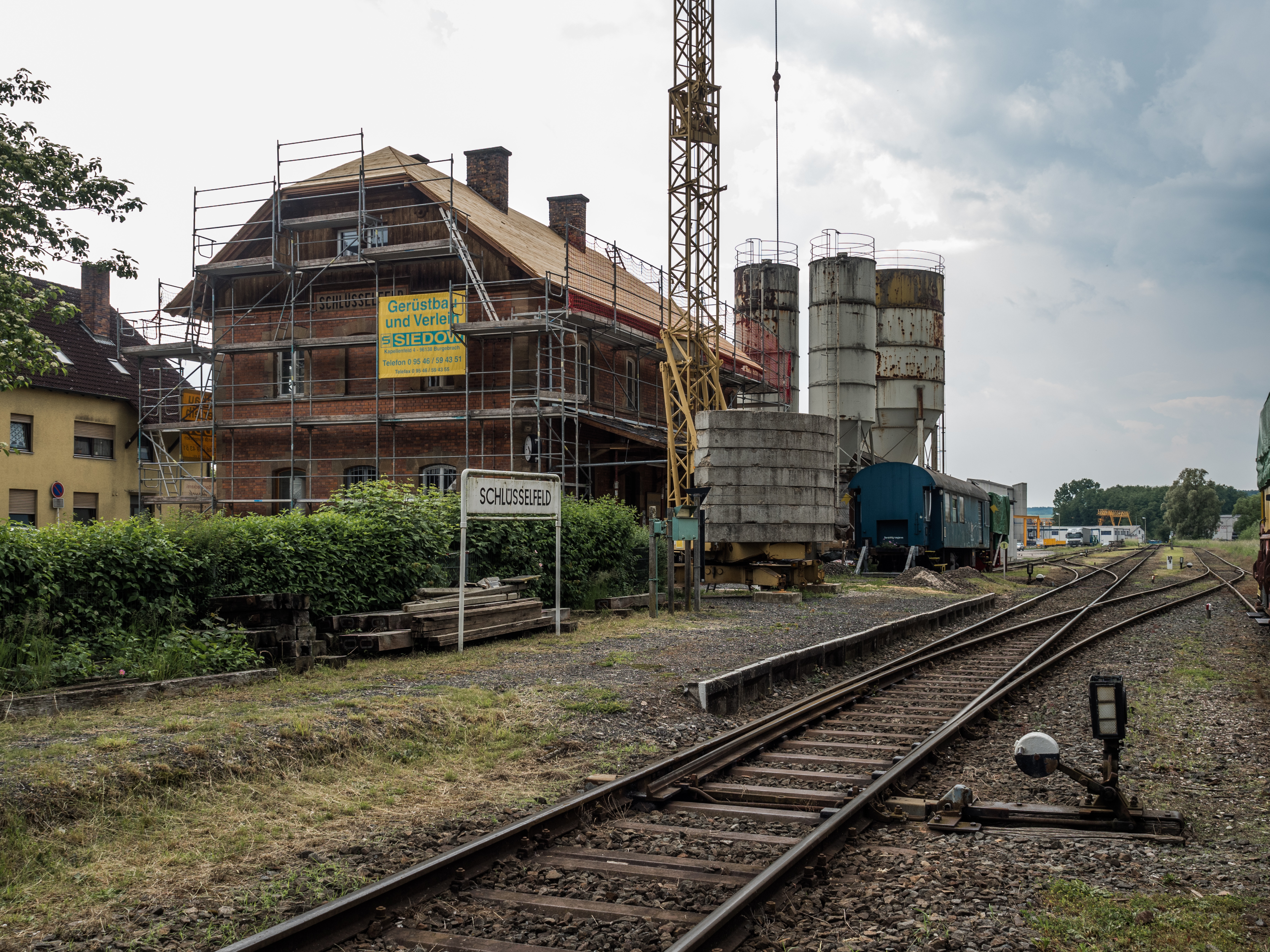
Bahnhof Schlüsselfeld. Das denkmalgeschützte Empfangsgebäude wurde 2016 renoviert, der kurze Bahnsteig ermöglicht weiterhin die Bedienung mit Reisezügen. (2016)

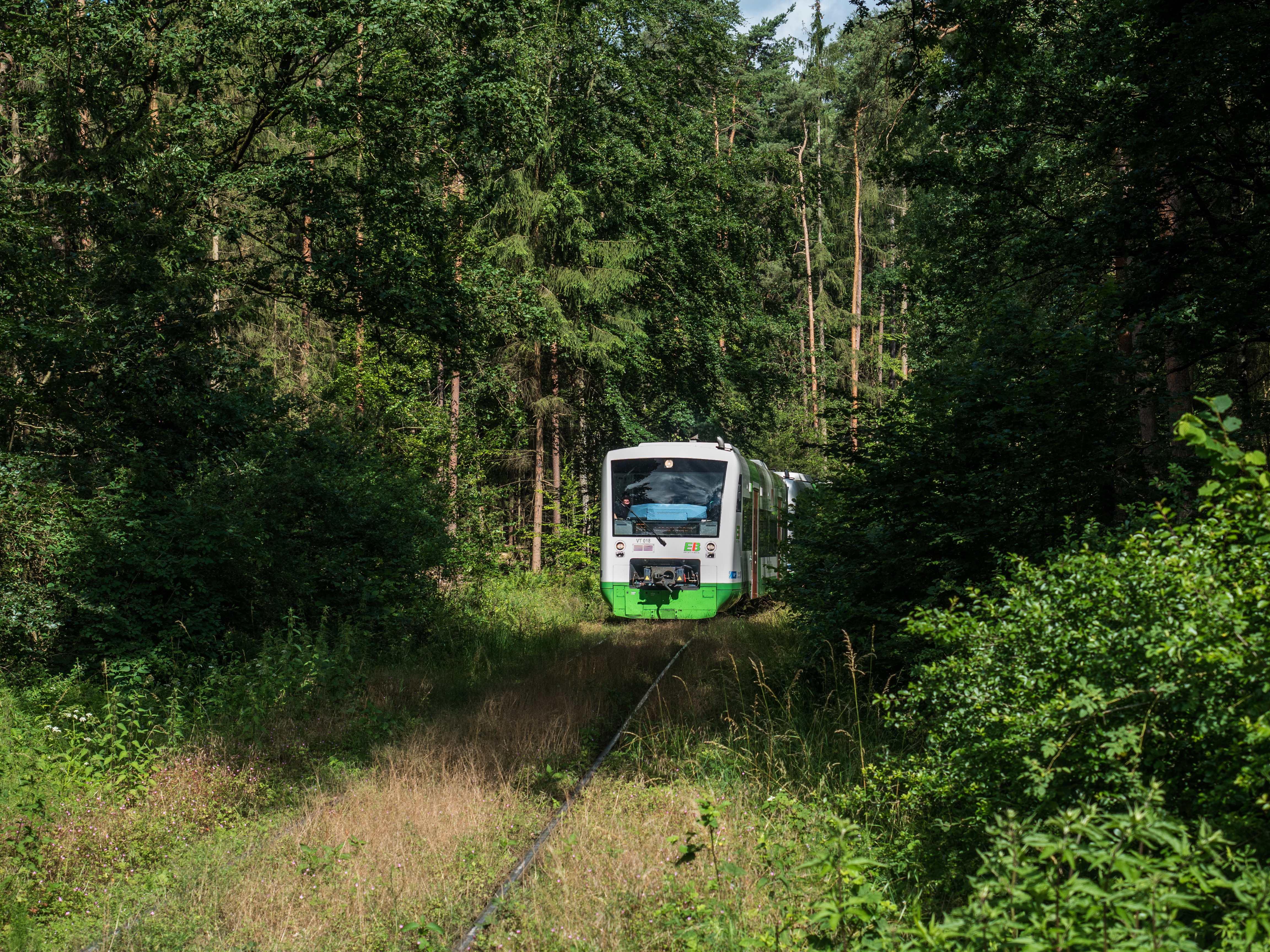
Reisezug anlässlich des Schlüsselfelder Bahnhofsfestes (2016)

Von der früheren Deutschen Bundesbahn erhielt die metallverarbeitende Firma aus Schlüsselfeld eine Bedienungsgarantie bis zum Jahre 2003 mit einer Verlängerungsoption. Die Rechtsnachfolgerin Deutsche Bahn AG hielt sich jedoch nicht daran und wollte die Strecke wegen des nicht kostendeckenden Betriebs stilllegen oder an ein anderes Eisenbahninfrastrukturunternehmen abgeben. Da sich dieses Verfahren mehrere Jahre hinzog, musste die Strecke mehrmals betrieblich gesperrt werden, zuletzt vom 7. November 2007 bis zum 3. Februar 2008. Die Metallbaufirma in Schlüsselfeld wurde in dieser Zeit auf der Straße bedient. Am 28. November 2007 übernahm die Bayerische Regionaleisenbahn (BRE), ein Tochterunternehmen der Deutschen Regionaleisenbahn (DRE), die Strecke. Wegen der Kosten der Streckensanierung kam es jedoch zu einem Streit mit der DB Netz AG, der erst dadurch gelöst wurde, dass der Landkreis Bamberg einen Investitionszuschuss gewährte. Der Landkreis will die Strecke „unter dem Aspekt der Wirtschaftsförderung“ unbedingt erhalten. Am 8. Mai 2008 konnte die Strecke nach ihrer Ertüchtigung durch die BRE wieder in Betrieb genommen werden. erhalten. Am 7. November 2012 wurde die Strecke nach einer Streckenbereisung wegen Mängeln an der Gleisanlage, an Brückenbauwerken und Bahnübergängen von der Landeseisenbahnaufsicht Nordbayern gesperrt. Anschließend führte die BRE Ausbesserungsmaßnahmen durch. Bei einer Fahrt eines RAILab-Messzuges am 8. Januar 2013 wurden weiterhin Mängel festgestellt, die erst nach acht Monaten beseitigt werden konnten. Am 8. Juli 2013 konnte wieder der erste Güterzug mit Drahtrollen nach Schlüsselfeld fahren.

## Streckenführung
Die Strecke verläuft am westlichen Ende des Bahnhofs Frensdorf in einem weiten Linksbogen nach Süden, führt darauf fast drei Kilometer durch Wälder und Äcker, nähert sich nach einer weiten Rechtskurve bei Lonnershof der Staatsstraße 2260 von Norden und folgt ihr bis Schlüsselfeld, erst ca. elf Kilometer in südwestlicher Richtung bis kurz hinter Mühlhausen/Mittelfranken, ab dort circa sieben Kilometer westlich bis circa zwei Kilometer vor Schlüsselfeld. Dort knickt sie nach Nordwesten ab und erreicht Schlüsselfeld. Nordwestlich des Bahnhofs befindet sich ein metallverarbeitender Betrieb, der letzte Kunde an der Bahnstrecke.

## Fahrzeugeinsatz
An Fahrzeugen wurden zuerst Dampflokomotiven der Baureihe D XI, danach die Baureihen 98.8 und 98.11 eingesetzt. Später folgten ETA 180, VT 98 und V 80 mit dreiachsigen Umbauwagen. Ab 1977 verkehrten im Güterverkehr die Baureihen 211, 260, 218 und 290. Aber auch andere Fahrzeuge kamen auf die Strecke, V 36 und „Der General“ während eines US-Manövers, V 60/61 während der Zeit des Deckenbahnhofes in Schlüsselfeld.
Gegenwärtig werden die Güterzüge von Lokomotiven der Baureihe 294 von DB Cargo bespannt.

## Film
- Lokalbahn Bamberg Schlüsselfeld/Ebrach. In: Schienen zum Nachbarn – Nebenbahnen zwischen Nürnberg und Bamberg. Teil 2. AV-Technik Greger, Erlangen 1993, min 0:58–15:11 (online auf YouTube [abgerufen am 2. November 2022]).